# El vuelo (álbum)
El vuelo es el decimoséptimo álbum de estudio de la cantante mexicana Gloria Trevi, lanzado el 28 de abril de 2025 a través de Great Talent Records. Este trabajo marca su primer álbum completamente inédito lanzado de manera independiente, tras la trilogía Mi Soundtrack.

## Composición y producción
El álbum fue producido por Humberto Gatica, YoFred, Áureo Baqueiro, Iván Treviño, Eduardo Bladinieres y Gilberto Elguezabal. Las canciones fueron compuestas por Gloria Trevi en colaboración con Mónica Vélez, Marcela de la Garza, Ana Barbara, Iván Treviño, Kristhian Barrios y Eduardo Borges. Trevi organizó el orden de las canciones para llevar al oyente por un viaje emocional que abarca temas como el amor, el desamor, la pérdida y el empoderamiento. 
De acuerdo a la cantante, el tema «Mientras Tú Te Ríes de Mí» está inspirado en la decepción amorosa de uno de sus hijos, y fue compuesta con Ivan Treviño, integrante del grupo Duelo. Por otro lado, la canción «Arrúllame» está dedicada a su madre y el dolor de verla envejecer. Uno de los sencillos, «Cueste lo que cueste» fue compuesto a petición del productor de televisión José Alberto Castro para fungir como tema principal de la telenovela Las Hijas de la Señora García, basado en la historia del personaje principal, interpretado por la actriz María Sorté. El álbum cierra con «Para siempre triste», una colaboración con la cantante española Mónica Naranjo, siendo ésta su segunda colaboración después de «Grande» en 2020.

## Lanzamiento y promoción
El primer sencillo, “Cueste lo que cueste”, fue lanzado el 6 de noviembre de 2024 y sirvió como tema principal de la telenovela Las Hijas de la Señora García. El segundo sencillo, “Cobardía”, se lanzó el 4 de diciembre de 2024. El tercer sencillo, “Q.E.P.D.”, se estrenó el 20 de febrero de 2025 y alcanzó el primer lugar en las listas de México, América Latina, España y Estados Unidos.
El sencillo principal, “El Vuelo”, se publicó el 28 de abril de 2025, acompañado de un videoclip dirigido por Pablo Croce y grabado en Madrid. La portada del álbum muestra a Trevi con un traje de astronauta en un escenario espacial, simbolizando un renacimiento artístico.
El 9 de mayo de 2025, un vídeo lírico para el tema «Arrúllame» fue publicado en su cuenta oficial de YouTube, donde se ve a Trevi interpretar la canción, intercalado con fotografías de ella, su madre y sus hijos.
Para promocionar el álbum, Trevi anunció una nueva gira titulada La Fiesta, que comenzará a mediados de 2025 en la Arena Ciudad de México y abarcará ciudades como Monterrey, Guadalajara, Madrid y Milán.

## Recepción
El Vuelo ha sido aclamado por su profundidad emocional y diversidad musical, combinando baladas intensas con ritmos bailables. La colaboración con Mónica Naranjo en «Para siempre triste» ha sido destacada por su profundidad lírica y emocional. La canción «No estás sola» es una respuesta al apoyo que Gloria Trevi recibe en la mayoría de sus presentaciones en vivo por parte del público y es considerada como una canción de empoderamiento para las mujeres. El álbum reafirma el vínculo de Trevi con su público y consolida su posición en la música pop contemporánea.
Tommy Calle de Los Angeles Times destacó que "lo interesante de esta propuesta, es que cada tema va hilvanando una historia que va desde el primer tema hasta que se completa el décimo segundo. Cada canción es un capítulo que conecta con vivencias universales tales como el amor, el desamor, la pérdida, la libertad y la alegría de vivir."

## Lista de canciones
| El vuelo |                                            |                                                                                 |          |  |
| N.º      | Título                                     | Escritor(es)                                                                    | Duración |  |
| 1.       | «Para querer como te quiero»               | Gloria Treviño, Ana Bárbara, Marcela de la Garza                                | 3:43     |  |
| 2.       | «Mientras tú te ríes de mí»                | Gloria Treviño, Iván Treviño                                                    | 3:21     |  |
| 3.       | «Mentí»                                    | Gloria Treviño, Marcela de la Garza                                             | 4:04     |  |
| 4.       | «Q.E.P.D.»                                 | Gloria Treviño, Eduardo Borges, Freddie Lugo, Kristhian Barrios                 | 2:37     |  |
| 5.       | «El vuelo»                                 | Gloria Treviño, Eduardo Borges, Freddie Lugo, Kristhian Barrios                 | 3:11     |  |
| 6.       | «Me dejé llevar»                           | Gilberto Elguezabal, Marcela de la Garza                                        | 4:01     |  |
| 7.       | «Cobardía»                                 | Gloria Treviño, Aldrin Martínez Díaz, Danelle Rius, Omar A Arrieta, YoFred      | 3:03     |  |
| 8.       | «Arrúllame»                                | Gloria Treviño, Begoña Ibarreche, Leonor A. Arreaga, Lluvia Julieta Acuña       | 2:36     |  |
| 9.       | «Un abrazo»                                | Gloria Treviño, Marcela de la Garza                                             | 4:02     |  |
| 10.      | «No estás sola»                            | Gloria Treviño, Eduardo Borges, Freddie Lugo, Kristhian Barrios                 | 3:13     |  |
| 11.      | «Cueste lo que cueste»                     | Gloria Treviño                                                                  | 3:50     |  |
| 12.      | «Para siempre triste» (con Mónica Naranjo) | Gloria Treviño, Loli Molina, Marcela de la Garza, Mónica Vélez, Humberto Gatica | 4:20     |  |
| 42:01    |                                            |                                                                                 |          |  |